# St. Germanus (Tienen)

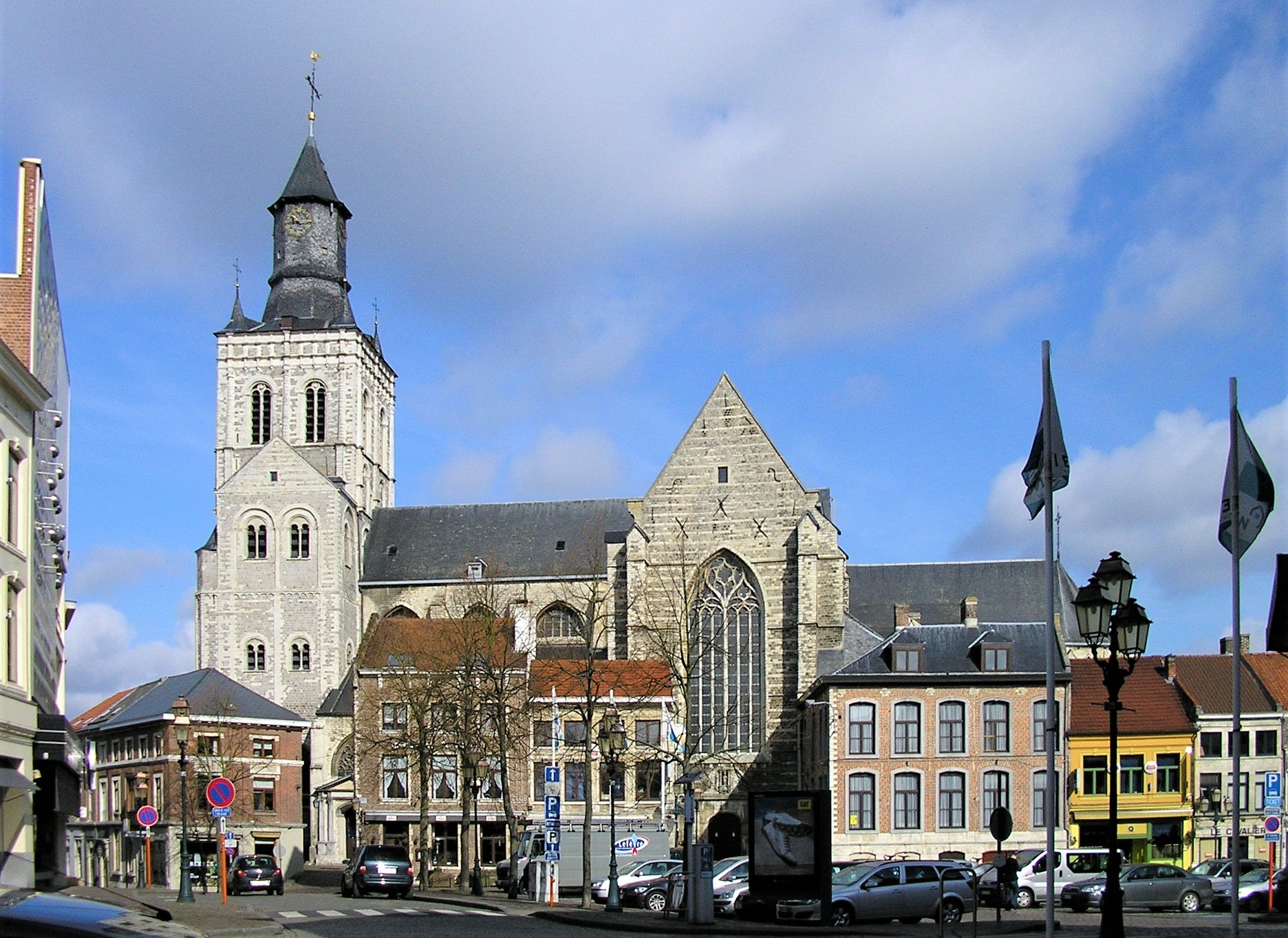
St. Germanus (Tienen)

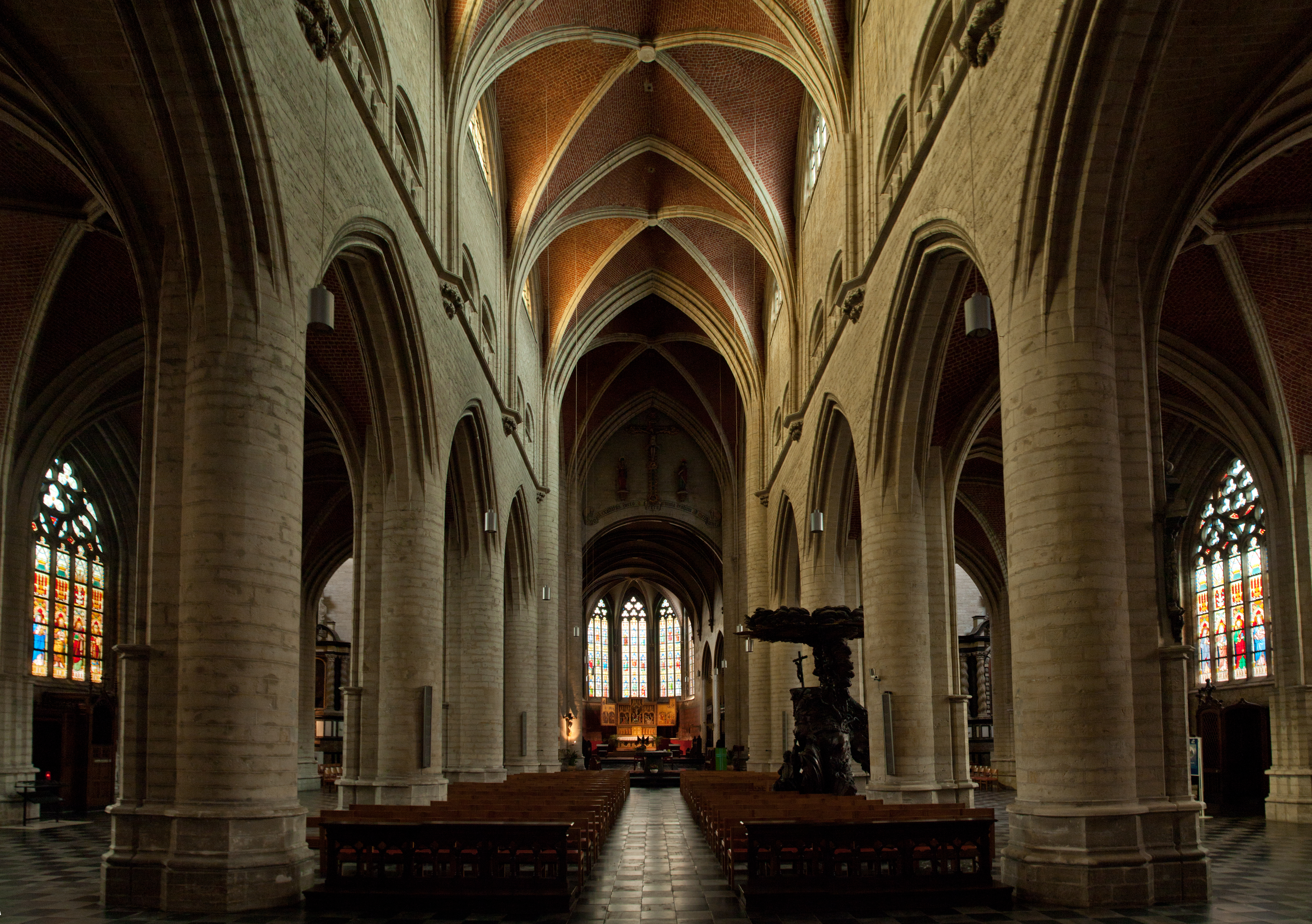
Innenansicht

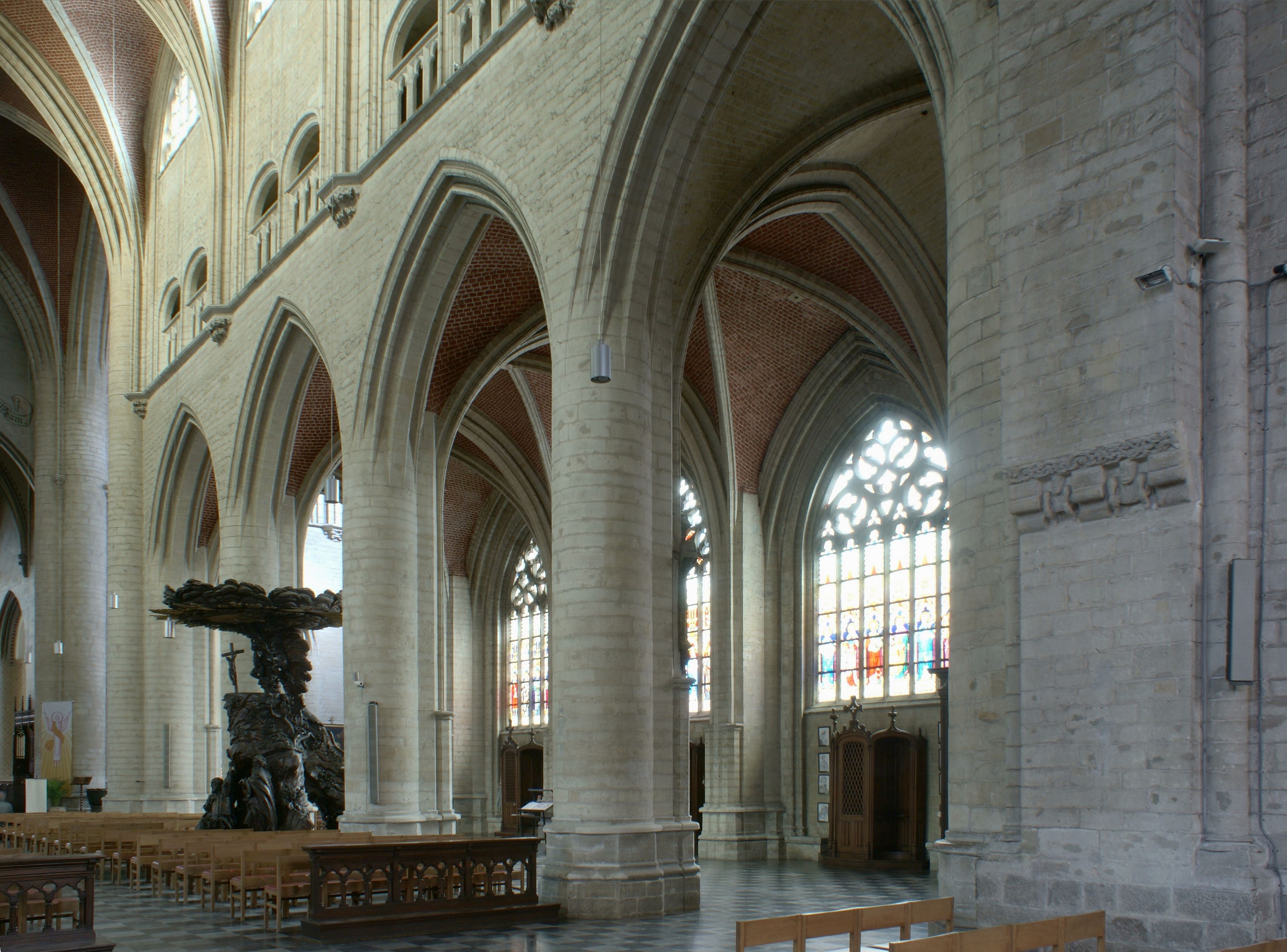
Schrägblick ins Seitenschiff

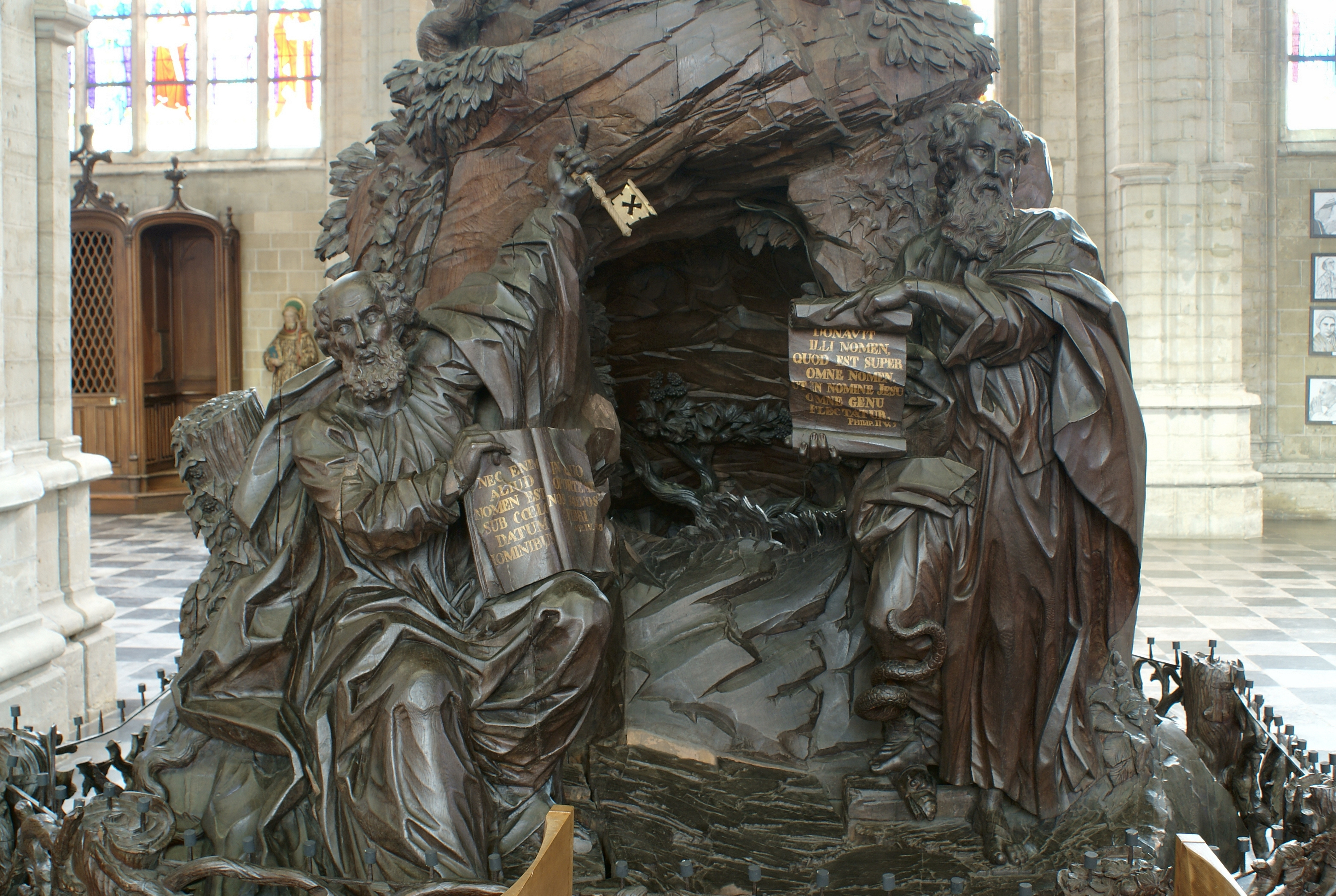
Kanzel (Detail)

Die Kirche St. Germanus (niederländisch Sint-Germanuskerk) ist eine römisch-katholische Kirche in der belgischen Stadt Tienen. Die bestehende Kirche stammt ursprünglich aus dem 12. Jahrhundert. Sie befindet sich neben dem Veemarkt und dem Wolmarkt.

## Geschichte
Der Bau der Kirche wird oft in das 9. Jahrhundert verlegt, basierend auf einer angeblich gefälschten Urkunde Karls des Kahlen von 872. In Wirklichkeit wurde die romanische Kirche in der ersten Hälfte des 12. Jahrhunderts erbaut. Einigen Quellen zufolge war sie der Nachfolger einer benachbarten Kirche gleichen Namens, die vor 872 von der Abtei Saint-Germain-des-Prés in Paris gegründet wurde. Aller Wahrscheinlichkeit nach befand sich diese Kirche nicht genau an der gleichen Stelle wie die heutige, aber in unmittelbarer Nähe.
Die romanische Kirche aus dem 12. Jahrhundert wurde in den Jahren 1189–1190 von St. Albert von Löwen zu einer vom Bistum Lüttich abhängigen Stiftskirche umgestaltet. Sie bestand aus drei Teilen:
- drei Schiffe mit fünf Jochen, getrennt durch Säulen;
- ein Querschiff;
- ein niedriger von zwei Türmen flankierter Chor.

Das Taufbecken stammt aus dem 12. Jahrhundert.
Eine beträchtliche Schenkung des Herzogs Heinrich I. von Brabant im Jahr 1221 ermöglichte die Durchführung wichtiger Arbeiten. Zu Beginn des 13. Jahrhunderts wurde der Westbau hinzugefügt.
Die Kirche wurde mehrmals zerstört und wiederaufgebaut. Teile des ursprünglichen Kirchengebäudes blieben bis ins 14. und 15. Jahrhundert erhalten. Das Mittelschiff stammt aus der 2. Hälfte des 15. Jahrhunderts. Der heutige zentrale Turm wurde um 1555 erbaut. Nach Widrigkeiten im 16. und 17. Jahrhundert wurden Teile der romanischen Kirche im gotischen Stil wiederaufgebaut. Ende des 18. Jahrhunderts traf die Kirche eine neue Katastrophe: die Explosion eines französischen Pulvermagazins im Jahr 1793 richtete in der Stadt einen sehr schweren Schaden an. Fast alle Glasmalereien aus der Zeit vor 1793 gingen durch die Druckwelle bei dieser Explosion verloren. Die französischen Besatzer hoben das Kapitel 1797 auf, erlaubten aber den Fortbestand der Pfarrei.

## Heutiges Bauwerk
Der Westbau besteht aus einem großen rechteckigen Unterbau aus grauem Quarzit aus Overlaar und weißem Goberting-Sandstein für die skulpturalen Elemente. Im Jahr 1555 wurde die Westfassade verstärkt, als der Mittelturm errichtet wurde. Der Stil ist eine Nachahmung der früheren Gestaltung. Man spricht daher von Neoromanik. Auf der anderen Seite ist deutlich der Einfluss der Renaissance auf die Säulen zu erkennen.
Das Kirchenschiff ist streng und aus Sandstein gebaut. Es wurde in der zweiten Hälfte des 15. Jahrhunderts erbaut. Der dritte Teil besteht aus einem hohen Querschiff, das aus der seitlichen Flucht vorspringt und nach dem Brand von 1536 wieder aufgebaut wurde.

## Glockenspiel
Im Kirchturm hängt das originale Glockenspiel des Antwerpener Glockengießers Willem Witlockx (1723). In seiner heutigen Form ist dieses Glockenspiel mit seinen 54 Glocken eines der größten des Landes. Im Juli und August ist das Glockenspiel jeden Mittwochabend zu hören. Dazu wurde im Apostelenhof ein Abhörbereich eingerichtet.

## Innenbereich

### Glasmalereien
In der Kirche befinden sich derzeit 28 Glasmalereien. Sie stammen alle aus der Zeit nach 1866. Die meisten von ihnen sind neugotisch und zeigen eine einheitliche Gestaltung. Sie wurden Ende des 19. Jahrhunderts und Anfang des 20. Jahrhunderts in der Werkstatt in Gent hergestellt, die von Jean-Baptiste Bethune (* 1821, † 1894), Arthur Verhaegen (* 1847, † 1917) bzw. Joseph Casier geleitet wurde. Die fünf Glasmalereien im Chor wurden alle von Jean-Baptiste Bethune entworfen. Drei davon stammen ebenfalls von ihm aus dem Jahr 1873, die beiden anderen wurden 1883 von Arthur Verhaegen angefertigt, nachdem er das Genter Atelier von Jean-Baptiste Bethune übernommen hatte.

### Grabsteine
Im Gegensatz zu anderen sehr alten Kirchen sind in der St.-Germanus-Kirche nur noch wenige Grabdenkmäler vorhanden. Mehrere Grabdenkmäler sind im Laufe der Jahre nach Zerstörung, Reparaturarbeiten oder Renovierung verschwunden. Trotzdem sind noch ein Dutzend dieser Denkmäler an verschiedenen Orten vorhanden. Die folgenden Gedenksteine sind gut sichtbar:
- Epitaph der Familie von Ranst (17. Jh.): teilweise in Marmor und teilweise polychromiert. Dieses Epitaph ist an einer Säule im rechten Seitenschiff, im hinteren Teil der Kirche, eingemauert.
- Epitaph des Pfarrers Josephus Alphonsus Maria Meulendijks. Am 22. Juli 1898 wurde er an die St. Germanus-Kirche berufen und übte sein Amt dort bis zu seinem Tod am 25. Mai 1911 aus. Das Denkmal befindet sich in der Kapelle der Heiligen Barbara.
- Gedenkstein zur Erinnerung an die gefallenen Gemeindemitglieder aus dem Ersten Weltkrieg. Er ist an einer Wand in der Kapelle des Heiligen Kreuzes befestigt.

### Altäre
In der Kirche befinden sich derzeit sechs Altäre. In der 2. Hälfte des 17. Jahrhunderts waren es mindestens einunddreißig.
Der heutige Hochaltar im Chorraum wurde um 1873 von J. B. Bethune entworfen. Die praktische Umsetzung erfolgte zwischen 1877 und 1883 unter Leitung von:
- Leopold Blanchaert für die Skulptur;
- Leonard Blanchaert für die Schreinerei und Holzschnitzerei;
- Adrien Bressers für die Polychromie.

Das Chorgestühl wurde in den Jahren 1884–1885 von Leonard Blanchaert aus Eichenholz gefertigt und besteht aus vier gleichen Teilen.
Die folgenden erhaltenen Altäre wurden von Pierre Langerock entworfen und von B. Van Uytvanck (beide aus Leuven) geschnitzt:
- Das Heilige Sakrament (anno 1902);
- Das Heilige Kreuz (anno 1904);
- Heilige Barbara (1909).

In der Kapelle der Heiligen Barbara befindet sich eine Statue der Heiligen, die um 1897 von B. Van Uytvanck geschaffen wurde. Diese Kapelle ist mit einem schmiedeeisernen Gitter abgesperrt. Das Tor wurde von Pierre Langerock entworfen und 1892 von Adolphe Sillen (Blauwput, Leuven) hergestellt.
Im linken Querschiff befindet sich der Altar der Muttergottes vom Rosenkranz. Er ist aus marmoriertem Holz gefertigt und stammt aus der zweiten Hälfte des 17. Jahrhunderts. Aus der gleichen Zeit stammt der Altar der heiligen Anna im rechten Querschiff.

### Kanzel
Petrus Valckx aus Mechelen schuf die monumentale Eichenkanzel um 1760. Sie war ursprünglich für die Kirche St. Peter und St. Paul in Mechelen bestimmt. Der Unterbau des Korbs stellt eine Höhle dar. Davor sind die beiden oben genannten Heiligen abgebildet. Oberhalb des Korbs sind Darstellungen von Engeln und Putten zu sehen.

### Beichtstühle
Im Laufe der Jahrhunderte wurden viele ursprüngliche Ausstattungsstücke ersetzt. Dies ist auch bei den Beichtstühlen der Fall. Zurzeit befinden sich fünf in der Kirche, die aus Eichenholz gefertigt sind. Vier davon sind vom geschlossenen Typ. Drei davon sind im rechten und einer im linken Seitenschiff aufgestellt. Die Erker dieser Beichtstühle sind mit einem Rundbogen mit einem Lilienkreuz in der Mitte abgeschlossen. An den Seitenwänden ist eine hölzerne Vasenfigur zu sehen. Der fünfte Beichtstuhl, der neben der Kapelle der Heiligen Barbara steht, wurde von Henri Maes aus Vorselaar angefertigt und 1919 geliefert. Er ist im neugotischen Stil gestaltet.

### Seitenkapellen
Auf der rechten Seite der Kirche, in der Kapelle des Heiligen Kreuzes, findet sich eine Darstellung des Heiligen Grabes. Sie wurde 1795–1796 im Auftrag des Tiener Beginenhofs von dem Tiener Bildhauer Andreas Josephus Gilis aus Eichen- und Pappelholz geschnitzt. Wann genau sie in der St. Germanus-Kirche gelangt ist, ist nicht bekannt. Sicher ist jedoch, dass sie am 13. Januar 1848 in einem Inventar der kirchlichen Besitztümer erwähnt wurde. Über dem Heiligen Grab hängt das Bild des Christus der weißen Frauen. Diese Christusfigur befand sich früher im Klostergebäude der Wittevrouwen, von dem noch einige Reste in der Aandorenstraat zu sehen sind. Nachdem dieses Kloster um 1797 von den französischen Besatzern geschlossen worden war, gelangte die Statue 1802 in der St. Germanus-Kirche.
In der Kapelle des Heiligen Kreuzes befindet sich auch eine Statue des heiligen Johannes des Täufers, die aus Lindenholz gefertigt ist. Sie wurde in der zweiten Hälfte des 18. Jahrhunderts von I. Van Ussel aus Antwerpen geschnitzt. In dieser Kapelle kann man auch das Retabel des Heiligen Kreuzes sehen, das das Leiden Christi darstellt. Die linke Tafel zeigt Christus, der das Kreuz trägt; die rechte Tafel zeigt die Kreuzigung. Dieses Altarbild – aus Eichenholz gefertigt – wurde 1903 von Pierre Langerock entworfen. Es wurde von 1903 bis 1904 von B. Van Uytvanck gebaut.
Auf der linken Seite der Kirche liegt die Kapelle des Heiligen Sakraments. Diese Kapelle ist als Winterkapelle eingerichtet und bietet Zugang zur Sakristei. Man sieht das Retabel des Allerheiligsten Sakraments, das von denselben Künstlern stammt wie das oben erwähnte Retabel des Heiligen Kreuzes. Es wurde 1901 entworfen und zwischen 1902 und 1903 hergestellt. Die Mitteltafel zeigt eine Darstellung auf dem Kalvarienberg: der gekreuzigte Christus, Johannes und Maria, Longinus mit der Lanze und eine weinend niederkniende Frau. Unter dem Retabel sieht man eine Statue der Pietà, auch Gottes Not genannt. Das Bild ist aus polychromiertem Holz gefertigt. Seine Herkunft ist ungewiss.

### Orgel
Die Orgel wurde ursprünglich im Jahr 1493 von Daneel Vander Distelen aus Leuven gebaut. Er war der Sohn des gleichnamigen Leuvener Orgelbaumeisters. Diese Orgel ist das älteste bekannte Beispiel in den Niederlanden. Das Orgelgehäuse ist aus Eichenholz gefertigt. Im Laufe der Jahre wurde die Orgel mehrfach umgebaut und repariert. Zwischen 1671 und 1673 wurde sie von Jan Deeckens aus Haacht grundlegend zu einem Barockinstrument umgebaut. Im Jahre 1870 baute Charles Anneessens (aus Geraardsbergen) es erneut um, diesmal zu einem romantischen Instrument. Dank einer Spende der Tienener Zuckerraffinerie, die gerade ihr 150-jähriges Bestehen feierte, konnte die Kirche das Instrument 1986 restaurieren lassen. Die Orgel hat heute 31 Register auf drei Manualen und Pedal.